# Камен връх
Камен връх е село в Югоизточна България. То се намира в община Болярово, област Ямбол.

## История
- По времето на Османската империя селото е известно под името Таш Тепе.

## Културни и природни забележителности
- В селото има църква от 17 век, през времето на социализма е ограбена и полуразрушена. Реставрирана с дарения на някогашните жители на селото.

- На около километър от селото в посока село Поляна се намира огромен дъб известен под името „Боженнто дърво“, което според преданията е на повече от 250 години.